# László Németh
Pour les articles homonymes, voir Németh.
László Németh est un écrivain, dramaturge et philosophe hongrois né à Nagybánya le 18 avril 1901 et mort à Budapest le 3 mars 1975. Il a écrit des romans, des pièces de théâtre et des essais. Son œuvre est pénétrée de sa conviction que la mission de la Hongrie est de servir de pont entre l'Orient et l'Occident. Il est lauréat du prix Attila-József en 1952, du prix Kossuth en 1957 et du prix Herder en 1965.

## Biographie
László Németh est diplômé de médecine et a exercé en tant que médecin de village, puis en tant que médecin scolaire, jusqu'en 1943. Il est père de quatre filles. Nemeth est né et a grandi dans une famille protestante issue d'un milieu rural. Dans les années 1920, il participe à plusieurs revues telles que Nyugat et Napkelet (hu), où il publie ses premières études littéraires. Il entre en conflit intellectuel avec Mihály Babits, directeur de Nyugat, au sujet de la « conduite à tenir face au monde étranger, fermeture ou ouverture ». Face à Babits, partisan d'une ouverture sans limites à l'Occident, Nemeth souhaite rapprocher les cultures hongroises et orientales pour affirmer la Hongrie dans un rôle de passerelle entre Orient et Occident. Il claque alors la porte de Nyugat en 1932 et fonde la revue Tanu , qu'il dirige jusqu'à sa fermeture en 1936. Jusqu'à la guerre il plaide pour une alliance politique et culturelle avec la Tchécoslovaquie, la Roumanie et la Yougoslavie afin de faire sortir la Hongrie de son isolement qu'il surnomme le « syndrome finno-ougrien ».
Son autre grand engagement intellectuel est l'amélioration de la condition paysanne hongroise. Avec d'autres écrivains, il essaie d'influencer en ce sens les différents Premiers ministres hongrois de l'entre-deux guerres. Il juge la réforme agraire si importante qu'il ne se préoccupe pas du bord politique de celui qui doit l'appliquer. Il n'hésite pas ainsi à se rapprocher de Gyula Gömbös en dépit des idées fascistes que Gömbös propose par ailleurs.
Durant la Seconde Guerre mondiale, il accueille dans sa maison de campagne Gyula Illyés et d'autres écrivains du mouvement populiste (hu).
Farouchement opposé au nazisme comme au communisme avant et après la guerre, il est partisan d'une « troisième voie » purement hongroise. Il est mis sur surveillance par le régime communiste et jusqu'en 1956, aucune de ses œuvres inédite n'est publiée, à l'exception de Iszony. Il ne reste pas inactif durant cette période où il est « réduit au silence » et effectue alors une traduction en langue hongroise d'Anna Karénine, qui est parfois considérée comme la « meilleure traduction » du roman dans cette langue.
Durant les trente dernières années de sa vie, son activité principale a été l'enseignement. En tant qu'écrivain, il se considérait d'abord comme un essayiste avant tout.

## Œuvres principales

### Romans
- Deuil (Gyász, 1935)
- Crime (Bűn, 1936)
- Une possédée (Iszony, 1947)
- Égető Eszter (1948)
- Pitié (Irgalom, 1965)

### Théâtre
- Grégoire VII (VII. Gergely, 1939)
- Galilée (Galilei, 1954)
- Piège (Csapda, 1967)

### Essais
- La Révolte de la qualité (A minőség forradalma, 1940)
- Les Soirées de Sajkód (Sajkódi esték, 1961)
- L'homme qui entreprend (A kísérletező ember, 1963)